# Зірка (фільм, 2002)
«Зі́рка» (рос. «Звезда») — російський художній фільм 2002 року, знятий за однойменною повістю Емануїла Козакевича, рімейк фільму тої самої назви 1949 року. Фільм був представлений на декількох кінофестивалях і удостоєний багатьох премій у різних номінаціях.

## Сюжет
Дії відбуваються на початку літа 1944 року. Червона армія виходить на західний кордон країни. «Зірка» — позивний групи розвідників, які ціною власного життя виконують завдання командування в тилу ворога.
Начальником розвідвідділу армії поставлено завдання командиру радянської дивізії відправити у тил ворога групу розвідників, оскільки за наявних даними, там відбувається перегрупування, і слід з'ясувати наявність резервів і танків.
Група лейтенанта Травкіна (радіопозивний «Зірка») вночі перетинає ворожі траншеї, пробираються повз позицій ворожих танків «Тигр», але її випадково виявляють німецькі солдати, що спали в кузові вантажівки. На ранок починається облава, від якої розвідникам вдається сховатися в болоті. Німецький фельдфебель (можливо командир групи переслідування) обстрілює болото з пістолета-кулемета MP-40, але безрезультатно.
Наступного ранку розвідники виходять до озера, на протилежному березі якого стоїть великий будинок. Трохи пізніше вони помічають виходить з дому німецького солдата з білою пов'язкою на руці. Стає зрозуміло, що цей будинок служив шпиталем, а німець виписаний і йде до своєї частини. Відповідно його ніхто не шукатиме. Розвідники беруть у полон німецького єфрейтора Карла Гілле (таке прізвище вказана в книзі Е. Казакевича), який виявляється військовослужбовцем з саперного підрозділу 131-ї піхотної дивізії Вермахту. Зі свідчень полоненого випливає, що в даному районі концентруються сили 5-ї танкової дивізії СС «Вікінг». Після допиту полоненого ліквідують.
Пізніше розвідник Мамочкін захоплює в полон СС-Гауптшарфюрер Віллібальда-Ернста Беннеке, який названий у фільмі «офіцером штабу полку „Westland“». У гауптшарфюрера виявляється карта з нанесеними на неї даними про місце розташування його частини, а також якоїсь станції, на якій, судячи з усього, відбувається розвантаження техніки.
Травкін вирішує послати на станцію рядових Бикова та Воробйова, які непоміченими забираються в кузов німецької вантажної автомашини, на задньому борту якої нанесена тактична емблема моторизованої хлібопекарської роти 5-ї танкової дивізії СС «Вікінг». Розвідники ховаються серед мішків з борошном. По дорозі у вантажівку підсаджуються двоє есесівців (судячи по чорній формі — танкістів). До моменту прибуття вантажівок на станцію «попутники» виявляють розвідників, але тут починається авіаналіт, і розвідникам вдається сховатися, застреливши при цьому німецького солдата, що побачив їх. Розвідники виявляють, що на станції встановлено дерев'яні макети танків. При спробі покинути територію станції відбувається сутичка між рядовим Биковим і СС-штурмбаннфюрером Ділл (це прізвище пізніше озвучує голос за кадром, воно ж згадується в книзі Казакевича). Ділл завдає Бикову кілька ударів ножем, але його самого вбиває ударом ножа в шию рядовий Воробйов. Воробйов забирає документи у мертвого штурмбанфюрера, і йому вдається дотягнути смертельно пораненого Бикова до своїх, але Биков від отриманих ран вмирає.
На підставі нових даних Травкін відправляє вночі Мамочкіна й Аніканова на іншу станцію, яка розташована в районі кар'єра. На цій станції розвідники виявляють велику кількість танків, які перебувають у процесі вивантаження з залізничного складу. Також на станції присутні серед інших двоє німецьких офіцерів, один з яких звертається до іншого «Herr General!». Після того як генерал їде, розвідники захоплюють у полон іншого офіцера (у книзі Казакевича це був СС-оберштурмфюрер Артур Вендель з квартирмейстерського відділу дивізії «Вікінг»). Оберштурмфюрер Вендель відмовляється дати свідчення, але захоплені у нього документи дають достатньо інформації про сили та наміри супротивника. Проте з передачею до Центру добутої інформації виникає проблема, так як німецький патруль (ймовірно зв'язківці, перевіряючи лінію зв'язку), який проїжджав по лісовій дорозі на напівгусеничному мотоциклі «Kettenkrad», обстріляв підозрілі кущі. Німецькі кулі поранили одного з розвідників і пошкодили радіостанцію.
Для того, щоб мати можливість зв'язатися зі своїми, Травкін приймає рішення зробити наліт на німецький пункт зв'язку. При нальоті німецький зв'язківець смертельно ранить рядового Воробйова, але розвідникам вдається захопити радіостанцію. На постріл прибуває група есесівців, зав'язується перестрілка, в якій від випадкової кулі гине полонений СС-оберштурмфюрер Артур Вендель. Намагаючись затримати переслідувачів і відвернути їх від основної групи, гине Бражніков.
Переслідувані німцями розвідники ховаються на горищі покинутого сараю й за допомогою трофейної радіостанції передають своїм здобуту інформацію. Їх виявляють, зав'язується нерівний бій. Німці доставляють вогнемет і спалюють сарай, а разом з ним і залишки розвідгрупи. Останній кадр: есесівський кулеметник, стоячи перед палаючим сараєм, знімає з голови каску. Незрозуміло — чи то він віддає останню шану відважному противнику, чи то це просто жест втоми.
Після знищення групи «Зірка» дівчина-радистка в штабі намагається викликати групу і кілька разів повторює: «Зірка, я Земля відповідайте Землі, прийом».
Після цієї сцени голос за кадром (від імені капітана Андрія Барашкіна) говорить наступне: «Групи Травкіна та Марченко довгий час вважалися безвісти зниклими, і на запит рідних і близьких приходила відповідь „Про них нічого невідомо“. Лише в 1964 році всі розвідники були нагороджені орденами Вітчизняної війни I степеня посмертно. Але кожну весну, кожен травень душі загиблих з полів Польщі, Чехії, Словаччині, Німеччини — звідусіль спрямовуються в рідні краї, щоб побачити свою квітучу Батьківщину за яку віддали свої життя …»

## У ролях
- Ігор Петренко — лейтенант Травкін
- Артем Сємакін — рядовий Воробйов
- Олексій Панін — сержант Мамочкін
- Олексій Кравченко — сержант Аніканов
- Анатолій Гущин — рядовий Биков
- Амаду Мамадаков — рядовий Темдеков
- Юрій Лагута — сержант Бражніков
- Катерина Вуличенко — Катя
- Андрій Єгоров — Барашкін
- Сергій Міллер — полонений єфрейтор Карл Гілле
- Геннадій Воротніков — полонений СС-гауптшарфюрер Віллібальд-Ернст Беннеком
- Олександр Єфімов — полонений CC-оберштурмфюрер Артур Вендель
- Христина Бабушкіна — епізод

## Кіноляпи
- Намагаючись потрапити в розвідгрупу Травкіна, рядовий Темдеков, щоб продемонструвати свою влучність, стріляє з гвинтівки на рибу, що пливе по річці. Він виробляє, по суті, безпричинний постріл, перебуваючи в тилу. У реальній обстановці це спричинило б, як мінімум, суворе стягнення, а при несприятливому збігу обставин, Темдеков відправився б у штрафну роту. У будь-якому випадку про службу в розвідці можна було б забути відразу ж[2].
- Пробираючись у ворожий тил, розвідники проповзають повз важкого танка Pz.Kpfw.VI «Tiger» (його роль грає майстерно перероблений радянський танк Т-34-85 — такий же знімався у фільмі «Врятувати рядового Райана»), біля якого сидять біля багаття німецькі танкісти в уніформі військ СС. Однак у складі 5-ї танкової дивізії СС «Вікінг», яка за сценарієм фільму перебувала в даному районі, ніколи не було танків «Tiger»[2].
- Близько згаданого вище «Тигра» розмовляють німецький танкіст і піхотинець-часовий. Звання часового — унтер-офіцер. У німецькій армії особи унтер-офіцерського складу не виконували обов'язки вартових[2].
- Перед тим як розвідників загнали в болото, показані кадри, на яких німецька піхота вивантажується з бронетранспортера Sd.Kfz.251. Насправді знімалася в кіно машина зроблена після війни в Чехословаччині[2].
- Перший полонений (єфрейтор Карл Гілле з 131-ї піхотної дивізії Вермахту) був убитий відібраним у нього нагородним кинджалом СС. Цей кинджал вручався як нагорода тільки членам «загальних СС», яким цей персонаж явно не був. Крім того, нагородні кинджали СС було суворо заборонено брати на фронт. До речі, коли єфрейтор перед моментом полону, йде через поле, і, насвистуючи, зрубає польові квіти, в його руці — звичайний багнет-ніж[2].
- Той же єфрейтор Карл Гілле повідомляє розвідникам про те, що він служить в «саперної роти 131-ї піхотної дівівзіі» (так само і в книзі Е. Казакевича), однак у штаті німецької піхотної дивізії був присутній саперний батальйон, і саме він повинен був би бути записаний у солдатській книжці єфрейтора, і саме саперний батальйон єфрейтор повинен був би обов'язково згадати, як місце служби (як варіант: «така-то рота саперного батальйону»)[2].